# Feins-en-Gâtinais
Feins-en-Gâtinais är en kommun i departementet Loiret i regionen Centre-Val de Loire strax norr Frankrikes mitt. Kommunen ligger i kantonen Briare som tillhör arrondissementet Montargis. År 2022 hade Feins-en-Gâtinais 30 invånare.

## Befolkningsutveckling
Antalet invånare i kommunen Feins-en-Gâtinais
| Referens: INSEE |